# Ophiacantha vagans
Ophiacantha vagans is een slangster uit de familie Ophiacanthidae.
De wetenschappelijke naam van de soort werd in 1898 gepubliceerd door René Koehler.